# Відкриті математичні питання
Нерозв'язані пробле́ми (або Відкриті проблеми) — гіпотези, що видаються вірними, але дотепер не доведені.
У науковому світі популярна практика складання відомими вченими або організаціями списків відкритих проблем, актуальних на сучасний момент. Зокрема, відомими списки математичних проблем є: Проблеми Гільберта, Проблеми Ландау, Проблеми тисячоліття та Велика Теорема Ситника. Згодом опубліковані проблеми з такого списку можуть бути розв'язані і, таким чином, втратити статус відкритих. Наприклад, більшість із проблем Гільберта, представлених ним у 1900 році, тепер так чи інакше розв'язані.

## Теорія чисел

### Гіпотези пропрості числа
- Сильна гіпотеза Ґольдбаха. Кожне парне число, більше 2, можна представити у виді суми двох простих чисел.
- Відкритим є питання нескінченності кількості простих чисел у кожній з таких послідовностей:

| Послідовність                  | Назва                    |
| {\displaystyle 2^{n}-1}        | число Мерсенна           |
| {\displaystyle n^{2}+1}        | 4-а проблема Ландау      |
| {\displaystyle n\cdot 2^{n}+1} | числа Каллена            |
| {\displaystyle 2^{2^{n}}+1}    | числа Ферма              |
| {\displaystyle F_{n}}          | числа Фібоначчі          |
| пари (n, n+2)                  | прості числа-близнюки    |
| пари (n, 2n+1)                 | прості числа Софі Жермен |

- Гіпотеза Ердеша. Чи правда, що якщо сума обернених величин для деякої множини натуральних чисел розбіжна, то в цій множині можна знайти як завгодно довгі арифметичні прогресії?

### Гіпотези продосконалі числа
- Не існує непарних досконалих чисел.
- Існує нескінченна кількість досконалих чисел.

### Гіпотези продружні числа
- Не існує взаємно простих дружніх чисел.
- Будь-яка пара дружніх чисел має однакову парність.

### Інші гіпотези
- Злегка надлишкових чисел не існує.
- Паралелепіпеда з трьома цілочисловими ребрами і чотирма цілочисловими діагоналями не існує.
- Гіпотеза Коллатца (гіпотеза 3n+1).
- Гіпотеза Сінгмастера. Позначимо через {\displaystyle N(a)} кількість разів, що натуральне число {\displaystyle a}, більше одиниці, зустрічається в трикутнику Паскаля. Девід Сінгмастер показав, що {\displaystyle N(a)=O(\ln a)}, що було покращено до {\displaystyle N(a)=O(\ln a\cdot \ln \ln \ln a\cdot {\ln }^{-3}\ln a)}. Чи вірно більш сильне твердження {\displaystyle N(a)=O(1)}?

## Геометрія
- У задачі про переміщення канапи не доведена максимальність найкращої оцінки знизу (константи Гервера).
- Задача про 9 кіл. Не існує 9 кіл, таких, що кожні два перетинаються, і центр кожного кола лежить поза іншими колами. (Час виконання алгоритму перевірки — занадто великий)
- Гіпотеза Тепліца. Многокутник P вписаний в криву Жордана C, якщо всі вершини P належать C. Чи можна на кожній кривій Жордана відшукати вписаний квадрат?

## Алгебра
- Зворотна теорема теорії Галуа. Для будь-якої скінченної групи H існують поля F і G, такі, що G є розширенням F і Gal(G/F) ізоморфна H.
- Будь-яка скінченнопредставлена група, кожен елемент якої має скінченний порядок, — скінченна.

Для скінченнопородженої групи (більш слабка умова) це неправильно.

## Аналіз
- Стала Ейлера — Маскероні — ірраціональна.
- Числа {\displaystyle e+\pi } і {\displaystyle e\pi } — ірраціональні.
- Гіпотеза Рімана. Усі нетривіальні нулі дзета-функції лежать на прямій Re(z)=½.
- Дотепер нічого не відомо про нормальність таких чисел, як {\displaystyle \pi } і {\displaystyle e}

## Комбінаторика
- Існування матриці Адамара порядку, кратного 4.
- Існування скінченної проєктивної площини будь-якого натурального порядку.
- Гіпотеза Кацети-Хагвіста.
- Невідомо кількість обходів шахівниці конем.

## Аксіоматична теорія множин
У даний час найбільш розповсюдженою аксіоматичною теорією множин є ZFC — теорія Цермело — Френкеля з аксіомою вибору.
Питання про несуперечність цієї теорії (а тим більше — про існування моделі для неї) залишається нерозв'язаним.

## Обчислювальна математика
- Визначити граничний рівень апроксимації n-стадійного методу Рунге — Кутти (1-стадійний = метод Ейлера = O(h), 2-стадійний = модифікований метод Ейлера = O(h²), 4-стадійний = класичний метод Рунге-Кутти = O(h^4), 5-стадійний = метод Фельберга = теж O(h^4)).

## Відомі проблеми, недавно розв'язані
- Слабка гіпотеза Ґольдбаха (2013)
- Проблема трійок Буля — Піфагора (2016)
- Проблема чотирьох фарб
- Велика теорема Ферма
- Гіпотеза Пуанкаре